# جيف رين
جيف رين (بالإنجليزية: Jeff Rein)‏ هو شخصية أعمال أمريكي، ولد في 1953.